# Fredrik Bergström (bádminton)
Lars Fredrik Bergström (Ålidhem, 19 de marzo de 1975) es un deportista sueco que compitió en bádminton.
Ganó una medalla de bronce en el Campeonato Europeo de Bádminton de 2004, en la prueba de dobles mixto. Participó en dos Juegos Olímpicos de Verano, en los años 2000 y 2004, ocupando el quinto lugar en Atenas 2004, en la misma prueba.

## Palmarés internacional
| Campeonato Europeo | Campeonato Europeo | Campeonato Europeo | Campeonato Europeo |
| Año                | Lugar              | Medalla            | Prueba             |
| ------------------ | ------------------ | ------------------ | ------------------ |
| 2004               | Ginebra (Suiza)    | Medalla de bronce  | Dobles mixto       |